# مجلة فلسطين–إسرائيل
مجلة فلسطين–إسرائيل هي مجلة مستقلة غير ربحية، مقرها القدس، تهدف إلى تسليط الضوء على القضايا المعقدة التي تفرق بين الإسرائيليين والفلسطينيين وتحليلها بحرية وبشكل نقدي. في عام 2006، كانت مرشحة لجائزة اليونسكو–مادانجيت سينغ لتعزيز التسامح واللاعنف، وتم الاعتراف بها بذكر شرف «لمساهمتها المتميزة في هذه القضية العظيمة». في عام 2012، حصل المحرران المشاركان هليل شينكر ‏ زياد أبو زياد على جائزة المساهمة المتميزة في السلام في حفل توزيع جوائز الإعلام الدولي الثامن الذي عقد في 5 مايو.

## المجلة
يخصص نصف كل إصدار لاستكشاف موضوع رئيسي على جدول الأعمال الإسرائيلي الفلسطيني المشترك، في حين يحتوي النصف الآخر على أقسام منتظمة تتعلق بالثقافة والاقتصاد ووجهات النظر ومراجعات الكتب والوثائق وتسلسل الأحداث. ' المجلة إلى تعزيز التقارب والتفاهم الأفضل بين الشعبين الفلسطيني والإسرائيلي، والسعي لمناقشة كافة القضايا دون تحيز أو محرمات. المجلة هي مشروع مشترك فريد من نوعه يهدف إلى تعزيز الحوار والسعي إلى حل سلمي للصراع الإسرائيلي الفلسطيني. وتعمل المجلة على أساس التعاون والتفاهم والمساواة بين الإسرائيليين والفلسطينيين الذين يشكلون طاقمها المشترك. ويتم تقاسم جميع القرارات والأعمال وإدارتها بالتساوي وبالتعاون بين طاقم مشترك من المحررين المشاركين الفلسطينيين والإسرائيليين ومديري التحرير وغيرهم من الموظفين. إن اتخاذ القرارات بشكل جماعي من خلال الحوار والتفاهم هو مسألة مبدأ فضلاً عن كونه استراتيجية عمل للمجلة.
ويرأس تحرير المجلة الصحفي الفلسطيني والوزير السابق زياد أبو زياد والصحفي والمعلق الإسرائيلي المخضرم هيليل شينكر. وتتكون هيئة التحرير من عدد متساوٍ من الأكاديميين والصحفيين الإسرائيليين والفلسطينيين. ويحتوي كل عدد على عدد متساوٍ من المقالات التي يكتبها مساهمون إسرائيليون وفلسطينيون، بالإضافة إلى العديد من المقالات الدولية.

## التاريخ
تأسست مجلة فلسطين–إسرائيل في أوائل عام 1994 على يد زياد أبو زياد والصحفي الإسرائيلي المخضرم فيكتور سيجلمان (1926–2007) الذي كان نائب رئيس تحرير مجلة السلام الإسرائيلية نيو أوتلوك ‏. تأسست المجلة بالتزامن مع المراحل الأولى من عملية أوسلو للسلام، كاستجابة لفرصة الحوار المطلوبة بشدة بين أصحاب الرأي وصناع القرار في المنطقة. كان من الواضح منذ البداية أنه إلى جانب الجهود المؤسسية للفلسطينيين والإسرائيليين، يجب فتح قنوات الاتصال أمام الأكاديميين وغيرهم من الخبراء وصناع الرأي والقرار والسياسات، فضلاً عن المنظمات الشعبية والناشطين، للتعبير عن آرائهم وتعزيز المشاركة في النقاش العام من أجل حل ديمقراطي وعادل للصراع.
وقد كتب لهذه المجلة العديد من الخبراء الأكاديميين البارزين والشخصيات السياسية والصحفيين والناشطين. ومن بينهم البروفيسور شلومو بن عامي، محمد الدجاني، شلومو غازيت، مانويل حساسيان، شمعون بيريز، رشيد خالدي الخالدي، غسان كنفاني، بيني موريس، ديفيد نيومان، سري نسيبة، يوآف بيليد، دون بيرتس، ديزموند توتو، خليل الشقاقي، البروفيسور دانيال كورتزر، يوهان غالتونغ، سليم تماري، موشيه عميراف ‏، جيمي كارتر، كوفي عنان وأ.ب. يهوشوع.
وعندما تقاعد سيجلمان، تم استبداله بالبروفيسور دانييل بار تال ‏ من جامعة تل أبيب، الذي عمل محرراً مشاركاً إسرائيلياً من عام 2001 إلى عام 2005. في عام 2005، حل الصحفي والمعلق الإسرائيلي المخضرم هيليل شينكر محل بار تال كرئيس تحرير مشارك للمجلة.

## الفعاليات العامة والتواصل مع المجلات
بعد نشر كل عدد، تقوم المجلة بعقد مناقشات عامة تهدف إلى تعزيز النقاش العام على نطاق واسع حول المواضيع التي يثيرها العدد. ويتم تنظيم ثلاث مناقشات لكل قضية: واحدة باللغة العربية للفلسطينيين، وواحدة باللغة العبرية للإسرائيليين، وحدث فلسطيني إسرائيلي مشترك باللغة الإنجليزية.

## الأعداد المنشورة
- اقتصاديات السلام (1994)
- الدين والسياسة (1994)
- المياه (1994)
- الأبعاد النفسية للصراع (1994)
- أوسلو (1995)
- قدسنا (1995)
- المرأة في الصراع (1995)
- اللاجئون (1995)
- التعليم (1996)
- الحكم الذاتي أم الدولة؟ (1996)
- الطريق إلى الأمام (1996)
- أطفال الصراع (1997)
- الصراع على الأرض (1997)
- الولايات المتحدة الأمريكية والصراع (1997)
- البيئة (1998)
- التركيز على 1948–1998: قصة شعبين (1998)
- دور الإعلام (1998)
- حقوق الإنسان (1999)
- نحو الدولة (1999)
- إعادة النظر في اقتصاديات السلام (1999)
- الجيل الجديد (1999)
- البحث عن التعاون الإقليمي (2000)
- المستوطنات أم السلام (2000)
- القدس (2001)
- التعليم في زمن الصراع (2001)
- ما بعد أوسلو: المأزق والخيارات (2001)
- الهوية الوطنية (2002)
- حق العودة (2002)
- الانفصال أم المصالحة (2002)
- سرديات 1948 (2002)
- العنف وبدائله (2003)
- الإعلام والانتفاضة الثانية (2003)
- حقوق الإنسان الآن (2003)
- مجتمعان مُصَدَمَان (2003)
- السعي إلى السلام والأمن (2004)
- المجتمع الدولي والصراع (2004)
- الرأي العام/ياسر عرفات 1929–2004 (2004/2005)
- المجتمع المدني (2005)
- معاداة السامية وكراهية الإسلام (2005)
- التواصل بين الشعوب: ما الخطأ وكيف نصلحه؟ (2005/2006)
- العمل بمفردنا؟ الأحادية في مواجهة المفاوضات (2006)
- حماس وكاديما: هل هما على مستوى التحدي؟ (2006)
- دور المجتمع الدولي (2007)
- القدس: بعد 40 عامًا (2007)
- خيارات المستقبل (2007)
- البعد الاقتصادي: الماضي والحاضر والمستقبل (2007)
- مبادرة السلام العربية (2007)
- 1948: ستون عامًا بعد (2008)
- الأمن الإنساني (2008)
- قضية اللاجئين (2008/2009)
- الجيل القادم: الشباب الفلسطيني والإسرائيلي يتطلعون إلى المستقبل (2010)
- منطقة خالية من الأسلحة النووية في الشرق الأوسط (2010)
- القدس: في عين العاصفة (2011)
- المرأة والسلطة (2011)
- الربيع العربي (2012)
- تحديات المجتمع المدني (2012)
- الجيل الشاب (2013)
- شرق أوسط خالٍ من أسلحة الدمار الشامل (2013)
- حل الدولتين في مفترق الطرق (2014)
- الموارد الطبيعية والصراع العربي الإسرائيلي (2014)
- زمن الشرعية الدولية (2015)
- الدين والصراع (2015)
- أصوات شابة من القدس (2015)

## اللوحات
التواصل بين الناس: ما الخطأ الذي حدث وكيفية إصلاحه؟ (6 يونيو 2006). المتحدثون: إلياس زناريري، دانيال ليفي. المُدير: جيرشون باسكين.
التعاون وبناء التحالفات بين الإسرائيليين والفلسطينيين اليوم (25 يوليو/تموز 2006). المتحدثون: أفيفيت هاي، عايدة شبلي، الحاخام أريك أشرمان، زوهار شابيرا، بسام عرامين. المنسق: عميت ليشم.
التواصل بين الناس: ما الخطأ الذي حدث وكيفية إصلاحه؟ (16 سبتمبر 2006). مناقشة عامة بإدارة زياد أبو زياد.
لبنان وغزة: ماذا الآن؟ (19 سبتمبر 2006). المتحدثون: زياد أبو زياد، داني روبنشتاين ‏، رافائيل إسرائيلي ‏. المنسق: بنيامين بوغروند ‏.
هل السلام الإسرائيلي الفلسطيني ممكن؟ اقتراح للمضي قدمًا (5 ديسمبر 2006). المتحدث الرئيسي: البروفيسور يوهان جالتونج. المتحدثون: د. وليد سالم، البروفيسور دانيال بار تال.
هل السلام الإسرائيلي الفلسطيني ممكن؟ اقتراح للمضي قدمًا (6 ديسمبر 2006). المتحدث الرئيسي: البروفيسور يوهان جالتونج. مدير الحوار: زهرة الخالدي.
حكومة الوحدة الوطنية والوضع الراهن (6 يونيو 2007). المتحدثون: زياد أبو زياد، جبريل الرجوب، محمد البرغوثي، قيس عبد الكريم.
دور المجتمع الدولي (28 يونيو/حزيران 2007). المتحدثون: د. دانييل كورتزر، البروفيسور شلومو بن عامي، د. صائب عريقات. المُدير: زياد أبو زياد.
القدس: بعد أربعين عاماً (20 أغسطس/آب 2007). المتحدثون: تيري بلاطة، البروفيسورة نعومي شازان. مدير الحوار: نظمي جعبة.
المعضلات السياسية التي تواجه القادة الإسرائيليين والفلسطينيين: هل يستطيعون تحقيق أهدافهم؟ (28 أغسطس 2007). الرئيس: البروفيسور أمنون كوهين. تقديمات: د. يعقوب شامير، د. خليل الشقاقي. تعليقات: زياد أبو زياد، د. نظمي الجعبة، دوف فايسغلاس، عكيفا الدار.
الخيارات المستقبلية: كيف يمكن أن يبدو الحل المستدام للصراع الإسرائيلي الفلسطيني؟ (3 سبتمبر 2007). المتحدث الرئيسي: البروفيسور يوهان جالتونج. مدير الجلسة: د. منذر الدجاني.
القدس: بعد أربعين عاماً (28 أكتوبر/تشرين الأول 2007). تقديمات: زياد أبو زياد، د. سهام ثابت، الشيخ عمار بدوي.
الحديث عن غزة وسديروت (29 أكتوبر 2007). المتحدثون: أميرة هاس، البروفيسور كينيث مان، نوميكا صهيون ‏، أم هيثم، د. إياد السراج. المنسق: عنات ساراجوستي ‏.
حركة الجهاد الإسلامي ومعهد البحوث والدراسات الفلسطينية حول مؤتمر أنابوليس (7 نوفمبر/تشرين الثاني 2007). المتحدثون: زياد أبو زياد، د.رون بونداك.
«سادة الأرض» – مناقشة تأثير المستوطنات (13 نوفمبر/تشرين الثاني 2007). المتحدثون: تاليا ساسون، عكيفا إلدار. المُدير: بنيامين بوجروند. مقدمة بقلم هليل شينكر ‏.
دور المجتمع الدولي (12 ديسمبر/كانون الأول 2007). المتحدثون: د. مفيد قسوم، أنطوان شلحات، زياد أبو زياد. المُدير: نضال عرار.
1948: بعد 60 عامًا من الاستقلال/النكبة، ماذا بعد؟ (25 أغسطس 2008). المتحدثون: كوليت أفيتال ‏، جبريل رجوب، ديفيد فيفياش. مقدمة بقلم هليل شينكر ‏.
اللاجئون الفلسطينيون وحل الدولتين (21 نيسان/أبريل 2010). المتحدثون: إسرائيلا أورو، د. عدنان عبد الرازق، د. رون بونداك، د. نظمي جعبة. المشرفون: وليد سالم، هليل شنكر ‏.

## المؤتمرات
في 27 يناير 2010، عقدت مجلة فلسطين–إسرائيل مؤتمراً حول القدس بعنوان: المستوطنات الإسرائيلية، واللاجئين الفلسطينيين، وغزة وحل الدولتين. وتزامن المؤتمر مع إصدار ثلاث أوراق مواقف بشأن هذه المواضيع، والتي تم إعدادها بتكليف من الاتحاد الأوروبي. وكان من بين المتحدثين إسحاق هيرتزوج وزياد أبو زياد.
في 10 مايو 2010، عقدت مجلة فلسطين–إسرائيل، بالتعاون مع مؤسسة فريدريش إيبرت ومدرسة الدراسات الشرقية والأفريقية في لندن، مؤتمراً دولياً في القدس بعنوان منطقة خالية من الأسلحة النووية في الشرق الأوسط: واقعية أم مثالية؟، عقب نشر العدد الصادر في مارس/آذار 2010 والذي يحمل نفس الاسم. وكان من بين المتحدثين الدكتور أفنير كوهين ‏، والدكتور فرهانج جهانبور، والدكتورة إميلي لاندو، والدكتور بيرند كوبيج، وجميل رباح، والدكتور دان بليش.
في 8 يونيو 2010، عقدت مجلة فلسطين–إسرائيل مؤتمراً بالتعاون مع منطقة فينيتو تحت رعاية مشروع تعليم السلام من خلال الإعلام وبدعم من مشروع الشراكة من أجل السلام التابع للاتحاد الأوروبي. تناول المؤتمر، الذي حمل عنوان «التعليم من أجل السلام من خلال وسائل الإعلام»، دور وسائل الإعلام والصحافيين في تشجيع العنف أو تثبيطه، وخاصة في سياق الصراع الإسرائيلي الفلسطيني.
في الفترة من 18 إلى 19 يونيو/حزيران 2010، عقدت مجلة فلسطين–إسرائيل ومؤسسة الحوارات الدولية مؤتمراً في لاهاي بهولندا حول موضوع «القدس: حوارات من أجل العدالة والسلام». وكان من بين المتحدثين زياد أبو زياد، ومناحيم كلاين، ووليد سالم، وموشيه ماعوز.
في 13 إبريل/نيسان 2011، عقدت مجلة فلسطين–إسرائيل، بالتعاون مع منظمة إر أميم ‏ ومجموعة الأزمات الدولية ومكتب تنسيق الشؤون الإنسانية، مؤتمراً بعنوان «القدس – في عين العاصفة»، تزامناً مع نشر العدد المزدوج لعام 2011 الذي يحمل نفس الاسم. انقسم المؤتمر إلى جلستين، ركزت الأولى على تقديم التقارير والدراسات. وتضمن المتحدثون راي دولفين، وعوفر زالزبرغ، ويهوديت أوبنهايمر، وهيلل شينكر ‏، مع زياد أبو زياد كمنسق. وتضمنت الجلسة الثانية ندوة بعنوان الحديث عن القدس، تحدث فيها كل من: هاجيت عوفران ‏، د. جاد إسحاق، هليل بن ساسون، د. عمر يوسف. أدار الندوة الدكتور عدنان عبد الرازق.
في 13 كانون الأول/ديسمبر 2012، نظمت مجلة فلسطين–إسرائيل ندوة عامة في تل أبيب لمناقشة التحديات التي تواجه المجتمع المدني الإسرائيلي والفلسطيني.
في يناير/كانون الثاني 2012، نظمت صحيفة فلسطين–إسرائيل جورنال حدثاً برعاية شراكة الاتحاد الأوروبي من أجل السلام، والذي حدد المبادئ التوجيهية لمحترفي وسائل الإعلام الذين يغطون الصراع الإسرائيلي الفلسطيني.
في 18 مارس 2012، احتفالاً باليوم العالمي للمرأة، عقدت مجلة فلسطين–إسرائيل مؤتمراً بعنوان «المرأة في السلطة». وكان من بين المتحدثين لوسي نسيبة والأستاذة جاليا جولان وعضو الكنيست ميخال روزين.
في مارس/آذار 2013، استضافت مجلة فلسطين–إسرائيل مؤتمرين بالاشتراك مع مؤسسة فريدريش إيبرت؛ الأول بعنوان «تحدي الجمود الإسرائيلي الفلسطيني» والثاني بعنوان «القدس: لا تزال مفتاحاً لأي اتفاق إسرائيلي–فلسطيني مستقبلي». وكان من بين المتحدثين رون بونداك، وهند خوري، ومحمد مدني.
في أبريل/نيسان 2014، سافر المحرران المشاركان هيليل شينكر وزياد أبو زياد إلى واشنطن العاصمة للمشاركة في مؤتمر برعاية مؤسسة السلام في الشرق الأوسط، ومنظمة الأميركيين من أجل السلام الآن، وكنائس السلام في الشرق الأوسط بعنوان «مبادرة جون كيري: عائق في الطريق أم نهاية الطريق؟».
عُقد المؤتمر الأخير برعاية مشتركة من مؤسسة فريدريش إيبرت في 9 أبريل/نيسان 2014 في مدينة نيويورك بعنوان «الدفع نحو منطقة خالية من أسلحة الدمار الشامل في الشرق الأوسط». وتحدث فيه كل من سامح أبو العينين، وشلومو بروم، وهيلل شينكر، وزياد أبو زياد.

## مسابقة جائزة سيمشا باهيري للمقال الشبابي
في 11 أغسطس 2009، منحت مجلة فلسطين–إسرائيل الجائزة الأولى للمقال الشبابي «سيمحا باهيري». كانت المسابقة مفتوحة للكتاب الإسرائيليين والفلسطينيين الذين تتراوح أعمارهم بين 17 و24 عامًا حول موضوع «اليوم التالي لحرب غزة: ماذا يمكن للشباب أن يفعلوا لتعزيز احتمالات السلام؟». كانت الفائزتان الأوليان بالجائزة هما مايا ويند ‏، 19 عاماً، عن مقالها «نحن بحاجة إلى منتدى الشك الإسرائيلي الفلسطيني»، وخضرة جان جاسر أبو زنط، 19 عاماً أيضاً، عن مقالها «نحن بحاجة إلى الشفاء والمشاركة والمصالحة». يمكن الوصول إلى المقالات على موقع نسخة محفوظة 30 يناير 2012 على موقع واي باك مشين. بي آي جيه نسخة محفوظة 30 يناير 2012 على موقع واي باك مشين..

## وصلات خارجية
- مجلة فلسطين–إسرائيل
- صفحة الأحداث لمجلة فلسطين–إسرائيل